# Provin
Pour l’article ayant un titre homophone, voir Provins.
Provin est une commune française située dans le département du Nord, en région Haut de France. 

## Géographie

### Localisation
Provin se situe dans le Carembault en Flandre romane, à 16 km au sud-ouest de Lille (25 km par la route) et 11 km de Lens, dans l'ancien bassin minier du Nord-Pas-de-Calais.
La commune, située dans le département du Nord, est limitrophe de celui du Pas-de-Calais. Elle se trouve dans l'Aire d'attraction de Lille (partie française) et dans la zone d'emploi de cette ville, dans l'unité urbaine de Béthune et dans le bassin de vie d'Annœullin

### Communes limitrophes
Les communes limitrophes sont  Annœullin, Bauvin, Carvin et Meurchin.
|          |        | Annœullin |
| Bauvin   | Provin |           |
| Meurchin |        | Carvin    |

### Géologie et relief
La superficie de la commune est de 3,39 km2 ; son altitude varie de 19  à   34 mètres.

### Hydrographie

#### Réseau hydrographique
La commune est située dans le bassin Artois-Picardie. Elle est drainée par le canal de la Deûle, la rigole du Roi et un autre petit cours d'eau,.
Le canal de la Deûle est un canal, chenal navigable, d'une longueur de 59 km, prend sa source dans la commune de Douai et se jette  dans la Lys à Deûlémont, après avoir traversé 40 communes.

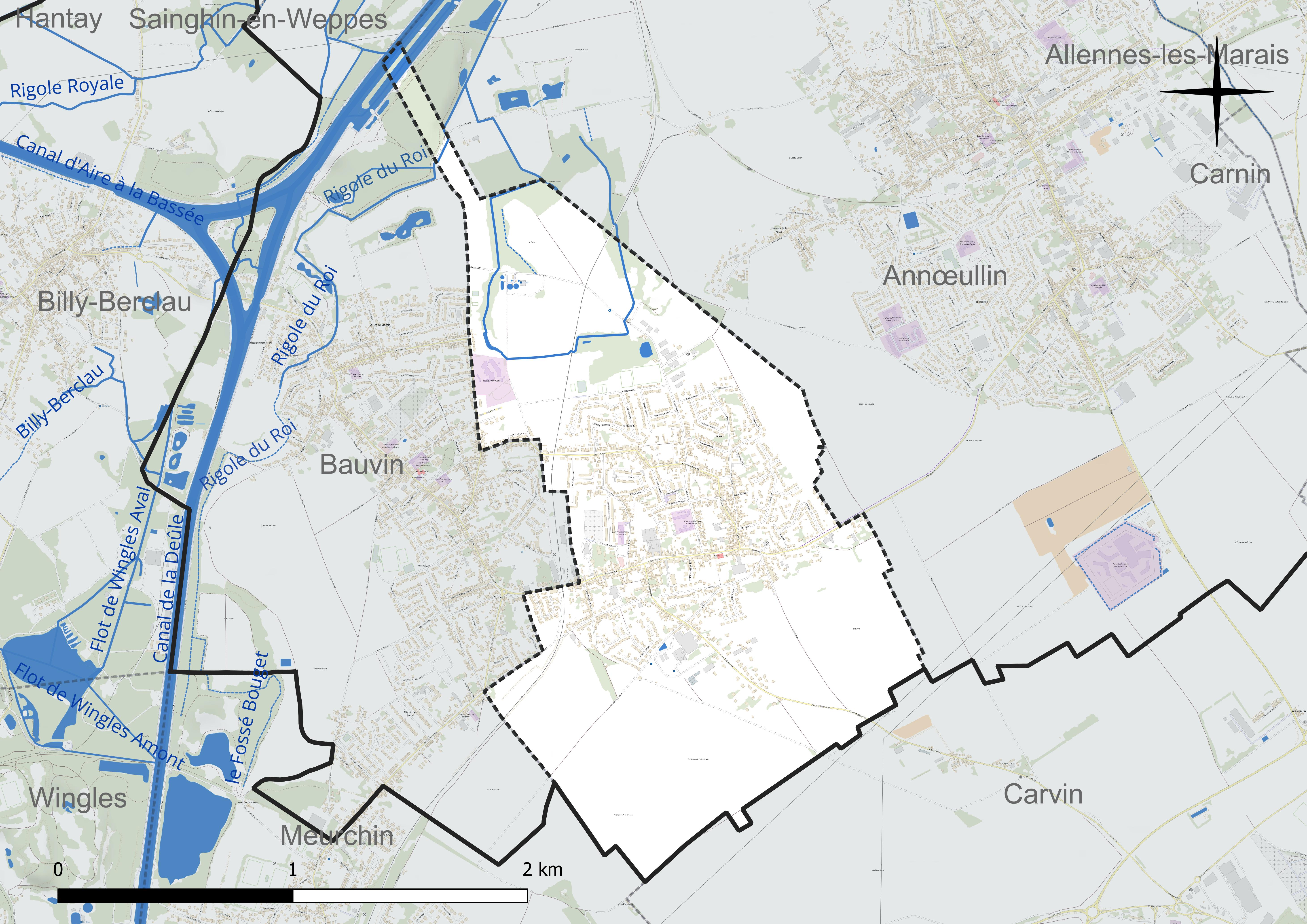
Carte hydrographique de la commune.
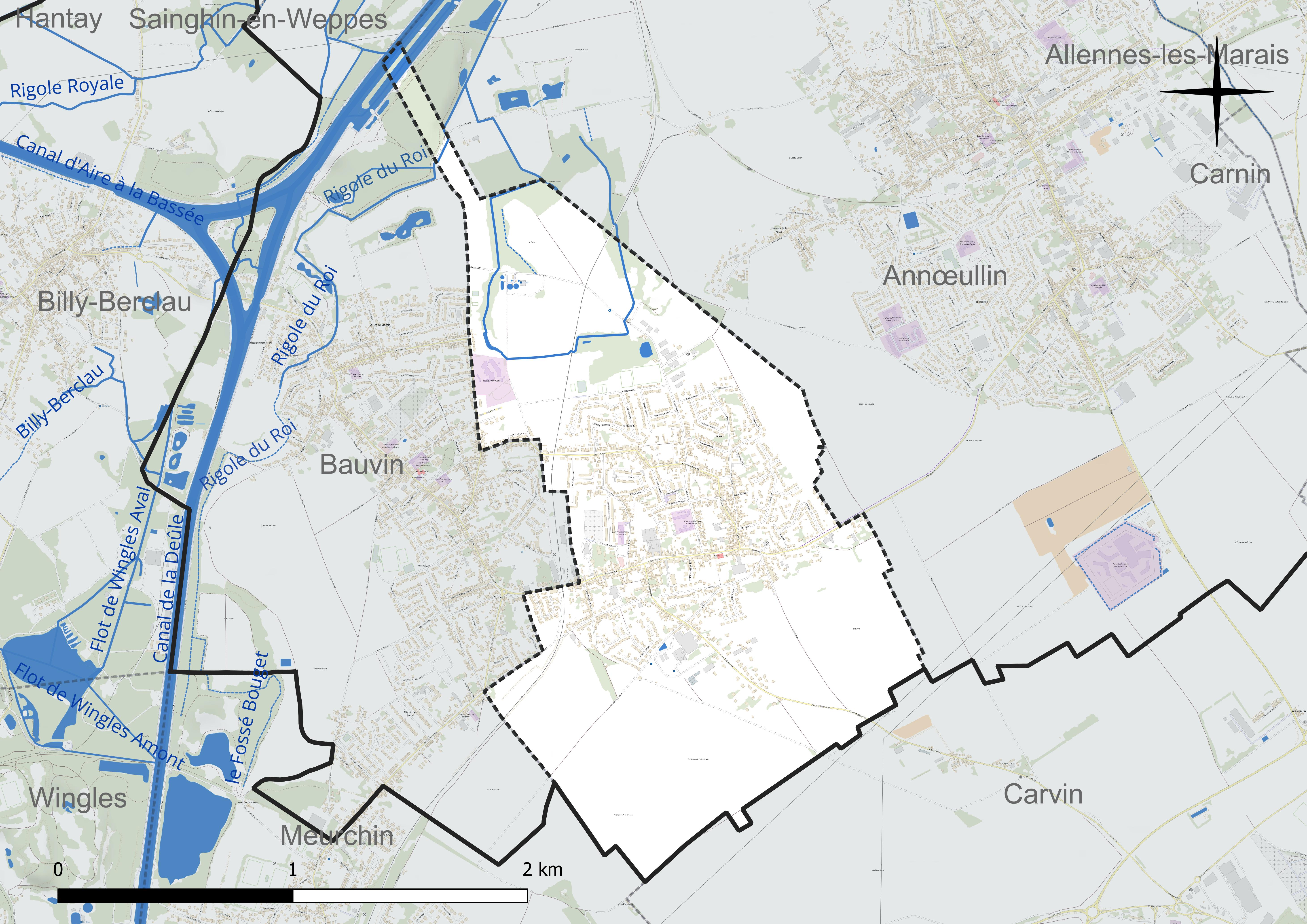
Réseau hydrographique de Provin.

#### Gestion et qualité des eaux
Le territoire communal est couvert par le schéma d'aménagement et de gestion des eaux (SAGE) « Marque Deûle ». Ce document de planification concerne un territoire de 1 120 km2 de superficie, délimité par les bassins versants de la Marque et de la Deûle, formant une vaste cuvette sédimentaire de 40 km de long et de 25 km de large, où la pente est très faible. Le périmètre a été arrêté le 2 décembre 2005 et le SAGE proprement dit a été approuvé le 9 mars 2020. La structure porteuse de l'élaboration et de la mise en œuvre est la Métropole européenne de Lille.
La qualité des cours d'eau peut être consultée sur un site dédié géré par les agences de l'eau et l'Agence française pour la biodiversité.

### Climat
Pour des articles plus généraux, voir Climat des Hauts-de-France et Climat du Nord.
En 2010, le climat de la commune est de type climat océanique dégradé des plaines du Centre et du Nord, selon une étude du CNRS s'appuyant sur une série de données couvrant la période 1971-2000. En 2020, Météo-France publie une typologie des climats de la France métropolitaine dans laquelle la commune est exposée à un climat océanique et est dans la région climatique Nord-est du bassin Parisien, caractérisée par un ensoleillement médiocre, une pluviométrie moyenne régulièrement répartie au cours de l'année et un hiver froid (3 °C).
Pour la période 1971-2000, la température annuelle moyenne est de 10,4 °C, avec une amplitude thermique annuelle de 14,3 °C. Le cumul annuel moyen de précipitations est de 703 mm, avec 12,1 jours de précipitations en janvier et 8,7 jours en juillet. Pour la période 1991-2020, la température moyenne annuelle observée sur la station météorologique la plus proche, située sur la commune de Lesquin à 16 km à vol d'oiseau, est de 11,3 °C et le cumul annuel moyen de précipitations est de 740,0 mm,. Pour l'avenir, les paramètres climatiques de la commune estimés pour 2050 selon différents scénarios d'émission de gaz à effet de serre sont consultables sur un site dédié publié par Météo-France en novembre 2022.

## Urbanisme

### Typologie
Au 1er janvier 2024, Provin est catégorisée ceinture urbaine, selon la nouvelle grille communale de densité à sept niveaux définie par l'Insee en 2022.
Elle appartient à l'unité urbaine de Béthune, une agglomération inter-départementale regroupant 94  communes, dont elle est une commune de la banlieue,,. Par ailleurs la commune fait partie de l'aire d'attraction de Lille (partie française), dont elle est une commune de la couronne,. Cette aire, qui regroupe 201 communes, est catégorisée dans les aires de 700 000 habitants ou plus (hors Paris),.

### Occupation des sols

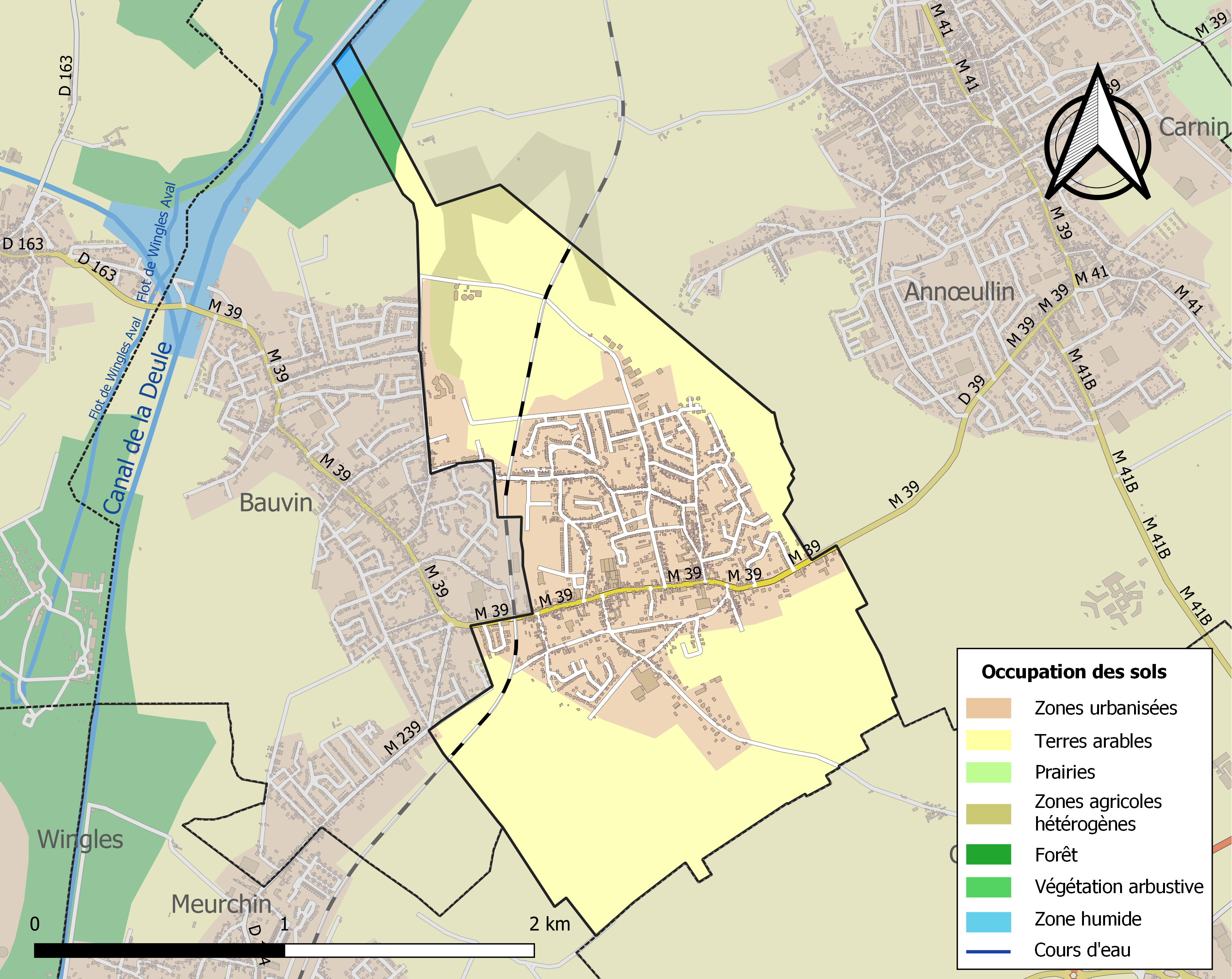
Carte des infrastructures et de l'occupation des sols de la commune en 2018 (CLC).

L'occupation des sols de la commune, telle qu'elle ressort de la base de données européenne d'occupation biophysique des sols Corine Land Cover (CLC), est marquée par l'importance des territoires agricoles (59,2 % en 2018), en diminution par rapport à 1990 (63,8 %). La répartition détaillée en 2018 est la suivante : 
terres arables (55,6 %), zones urbanisées (40 %), zones agricoles hétérogènes (3,6 %), forêts (0,6 %), eaux continentales (0,2 %). L'évolution de l'occupation des sols de la commune et de ses infrastructures peut être observée sur les différentes représentations cartographiques du territoire : la carte de Cassini (XVIIIe siècle), la carte d'état-major (1820-1866) et les cartes ou photos aériennes de l'IGN pour la période actuelle (1950 à aujourd'hui).

### Quartiers
- L'Échafaud
- Le Marais
- Le Trou à la Toille[16]

### Habitat et logement
En 2020, le nombre total de logements dans la commune était de 1 909, alors qu'il était de 1 685 en 2015 et de 1 575 en 2010.
Parmi ces logements, 93,6 % étaient des résidences principales, 0,4 % des résidences secondaires et 6 % des logements vacants. Ces logements étaient pour 88,7 % d'entre eux des maisons individuelles et pour 11 % des appartements.
Le tableau ci-dessous présente la typologie des logements à Provin en 2020 en comparaison avec celle du Nord et de la France entière. Une caractéristique marquante du parc de logements est ainsi la faible proportion des résidences secondaires et logements occasionnels (0,4 %) par rapport au département (1,7 %) et à la France entière (9,7 %).
| Typologie                                               | Provin | Nord | France entière |
| ------------------------------------------------------- | ------ | ---- | -------------- |
| Résidences principales (en %)                           | 93,6   | 90,7 | 82,1           |
| Résidences secondaires et logements occasionnels (en %) | 0,4    | 1,7  | 9,7            |
| Logements vacants (en %)                                | 6      | 7,7  | 8,2            |

La commune respecte en 2020 les obligations qui lui sont faites par l'article 55 de la loi SRU de disposer d'au moins 20 % de son parc de résidences principales constituées de logements sociaux. Ce taux croissant à 25 %, Provins doit construire au moins 79 logements sociaux.

### Voies de communication et transports

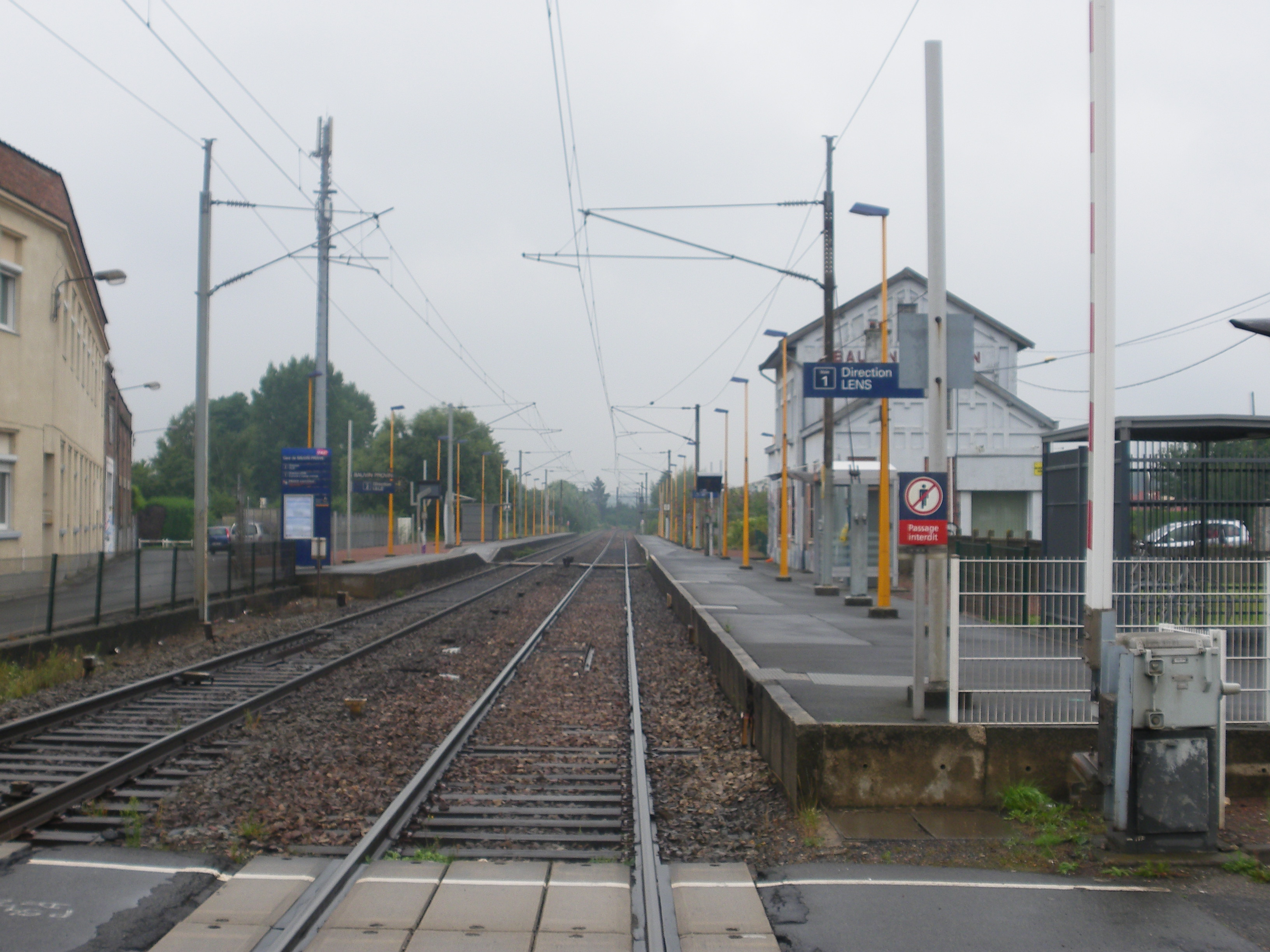
La gare de Bauvin - Provin.

La commune est traversée par la ligne de Lens à Don - Sainghin, dont la gare de Bauvin - Provin, limitrophe de la commune, est desservie par des trains TER Hauts-de-France effectuant des missions entre les gares de Lille-Flandres et de Lens.
La commune est desservie, en 2023, par la ligne de transport à la demande 21R du réseau Ilévia et par la ligne 858 du réseau interurbain Arc-en-Ciel 2.

## Toponymie
Provim (1164), Proven (1169), Prouvin (1588), Prouin (1651).
Le nom de Provin, comme Proven en Belgique, proviendrait du bas-latin provenda (praebenda, prébende, bénéfice ecclésiastique attaché à la charge de chanoine), ses terres appartenant à l'abbaye de Saint-Vaast dont elles assuraient l'alimentation.

## Histoire

Provin dans la Première Guerre mondiale
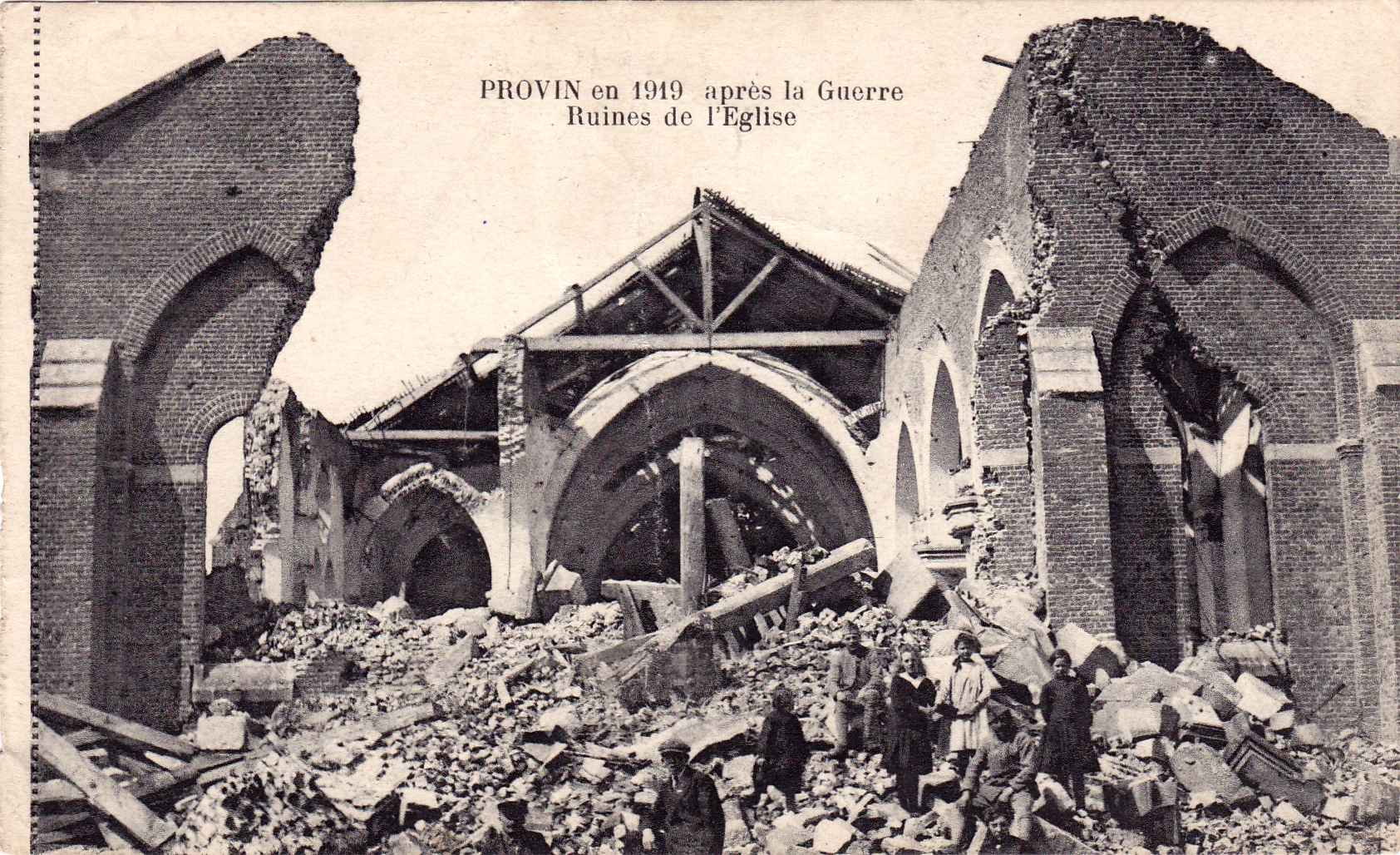
Ruines de l'église.

## Politique et administration

### Rattachements administratifs et électoraux

#### Rattachements administratifs
La commune se trouve dans l'arrondissement de Lille du département du Nord
Elle faisait partie depuis 1793 du canton de Seclin-Sud. Dans le cadre du redécoupage cantonal de 2014 en France, cette circonscription administrative territoriale a disparu, et le canton n'est plus qu'une circonscription électorale.

#### Rattachements électoraux
Pour les élections départementales, la commune fait partie depuis 2014 du canton d'Annœullin
Pour l'élection des députés, elle fait partie de la cinquième circonscription du Nord.

### Intercommunalité
Provin était membre de la communauté de communes Bauvin Provin, un établissement public de coopération intercommunale (EPCI) à fiscalité propre et auquel la commune avait transféré un certain nombre de ses compétences, dans les conditions déterminées par le code général des collectivités territoriales. Cette petite intercommunalité fusionne en 2002 au sein de la communauté de communes de la Haute Deûle.
La communauté de communes de la Haute Deûle décide fin 2018 de rejoindre la Métropole européenne de Lille à compter de mars 2020, à la veille du premier tour des élections municipales. Provin en est donc désormais membre

## Équipements et services publics

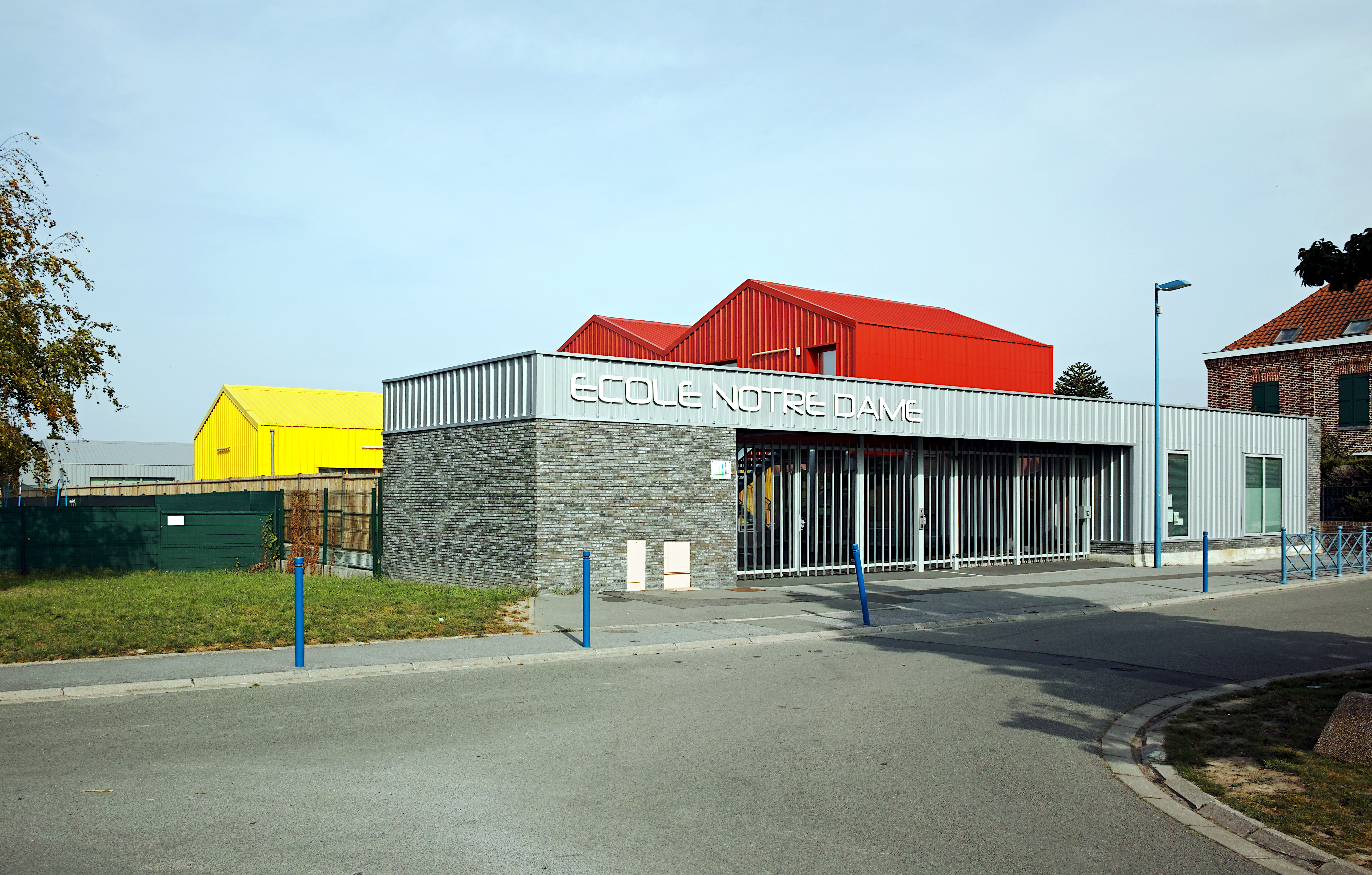
L'école Notre-Dame.

### Liste des maires
| Période         | Période                       | Identité                            | Étiquette | Qualité |
| --------------- | ----------------------------- | ----------------------------------- | --------- | --- |
| 1790            |                               | Jean Joseph Camus                   |           | Secrétaire greffier |
| 1791            |                               | Antoine Joseph Thobois              |           | |
| 1793            |                               | Mortelecque                         |           | |
| 1797            | 1798                          | Gratien Joseph Trédez               |           | Agent municipal |
| 1798            | 1799                          | Nicolas François Joseph Mortelecque |           | Agent municipal |
| avant 1802/1803 |                               | Antoine Joseph Thobois              |           | |
|                 |                               |                                     |           | |
| 1827            | 1828                          | M. Cuviliez                         |           | |
| 1828            | 1852                          | Charles Antoine Joseph Thobois      |           | Cultivateur |
| 1852            |                               | Adrien Joseph Bottin                |           | |
| 1855            | 1864                          | Louis Alexandre Legrain             |           | |
| 1865            | 1880                          | Eugène Defrance                     |           | |
| 1880            | 1881                          | Lucien Joseph Duriez                |           | Adjoint faisant fonction de maire |
| 1881            | 1882                          | Adrien Edouard Mortelecque          |           | Adjoint faisant fonction de maire |
| 1882            | 1887                          | Jean Baptiste Lequesne              |           | |
| 1888            | 1890                          | Antoine Renaut                      |           | |
| 1890            | 1902                          | Louis Joseph Menu                   |           | |
| 1902            | 1908                          | Louis Menu                          |           | |
| 1908            | 1912                          | Amédée Laignel                      |           | |
| 1912            | 1914                          | Louis Menu                          |           | |
| 1914            | 1918                          | Émile Damageux                      |           | Adjoint faisant fonction de maire |
| 1919            | mai 1925                      | Louis Menu                          |           | |
| mai 1925        | 1944                          | Pierre François Grard               |           | |
| octobre 1944    | 1945                          | Edouard Leborgne                    |           | |
| 1945            | 1946                          | Marcel Leborgne                     |           | |
| 1946            | septembre 1968                | Charles Vion                        | SFIO      | Mort en fonction |
| novembre 1968   | mars 1971                     | Augusta Vion-Dufour                 |           | Épouse du précédent |
| mars 1971       | mars 1983                     | Jean-Baptiste Béhague               |           | |
| mars 1983       | mars 2001                     | Pierre Maille                       | PS        | |
| mars 2001       | mars 2014                     | Gérard Ledru                        | PS        | Président de la CC de la Haute Deûle (2008 → 2011) |
| mars 2014       | mars 2023,                    | Joffrey Zbierski                    | DVD       | Chef d'entreprise Vice-président de la CC de la Haute Deûle Président de l'Association des maires du Nord (2020 → 2023) Mandat écourté par la démission du conseil municipal et du maire. |
| avril 2023,     | En cours (au 27 janvier 2024) | Kwami Agbegna                       |           | Chef d'entreprise |

## Population et société

### Démographie

#### Évolution démographique
L'évolution du nombre d'habitants est connue à travers les recensements de la population effectués dans la commune depuis 1793. Pour les communes de moins de 10 000 habitants, une enquête de recensement portant sur toute la population est réalisée tous les cinq ans, les populations de référence des années intermédiaires étant quant à elles estimées par interpolation ou extrapolation. Pour la commune, le premier recensement exhaustif entrant dans le cadre du nouveau dispositif a été réalisé en 2005.

En 2022, la commune comptait 4 456 habitants, en évolution de +5,04 % par rapport à 2016 (Nord : +0,51 %, France hors Mayotte : +2,11 %).
| 1793 | 1800 | 1806 | 1821 | 1831  | 1836  | 1841  | 1846  | 1851  |
| ---- | ---- | ---- | ---- | ----- | ----- | ----- | ----- | ----- |
| 631  | 890  | 716  | 827  | 1 094 | 1 108 | 1 110 | 1 159 | 1 262 |

| 1856  | 1861  | 1866  | 1872  | 1876  | 1881  | 1886  | 1891  | 1896  |
| ----- | ----- | ----- | ----- | ----- | ----- | ----- | ----- | ----- |
| 1 334 | 1 397 | 1 443 | 1 490 | 1 576 | 1 610 | 1 610 | 1 781 | 1 818 |

| 1901  | 1906  | 1911  | 1921  | 1926  | 1931  | 1936  | 1946  | 1954  |
| ----- | ----- | ----- | ----- | ----- | ----- | ----- | ----- | ----- |
| 1 834 | 1 884 | 1 944 | 1 817 | 2 016 | 2 061 | 2 017 | 2 005 | 2 110 |

| 1962  | 1968  | 1975  | 1982  | 1990  | 1999  | 2005  | 2006  | 2010  |
| ----- | ----- | ----- | ----- | ----- | ----- | ----- | ----- | ----- |
| 2 448 | 2 738 | 3 030 | 3 491 | 3 499 | 3 678 | 3 882 | 3 873 | 4 129 |

| 2015  | 2020  | 2022  | - | - | - | - | - | - |
| ----- | ----- | ----- | - | - | - | - | - | - |
| 4 194 | 4 488 | 4 456 | - | - | - | - | - | - |

#### Pyramide des âges
La population de la commune est relativement jeune.
En 2018, le taux de personnes d'un âge inférieur à 30 ans s'élève à 38,5 %, soit en dessous de la moyenne départementale (39,5 %). À l'inverse, le taux de personnes d'âge supérieur à 60 ans est de 20,2 % la même année, alors qu'il est de 22,5 % au niveau départemental.
En 2018, la commune comptait 2 081 hommes pour 2 237 femmes, soit un taux de 51,81 % de femmes, légèrement supérieur au taux départemental (51,77 %).
Les pyramides des âges de la commune et du département s'établissent comme suit.
| Hommes | Classe d’âge | Femmes |
| ------ | ------------ | ------ |
| 0,2    | 90 ou +      | 1,0    |
| 3,5    | 75-89 ans    | 6,3    |
| 14,0   | 60-74 ans    | 15,1   |
| 20,7   | 45-59 ans    | 19,5   |
| 21,4   | 30-44 ans    | 21,2   |
| 18,0   | 15-29 ans    | 15,9   |
| 22,2   | 0-14 ans     | 20,9   |

| Hommes | Classe d’âge | Femmes |
| ------ | ------------ | ------ |
| 0,5    | 90 ou +      | 1,4    |
| 5,3    | 75-89 ans    | 8,1    |
| 14,8   | 60-74 ans    | 16,2   |
| 19,1   | 45-59 ans    | 18,4   |
| 19,5   | 30-44 ans    | 18,7   |
| 20,7   | 15-29 ans    | 19,1   |
| 20,2   | 0-14 ans     | 18     |

## Culture locale et patrimoine

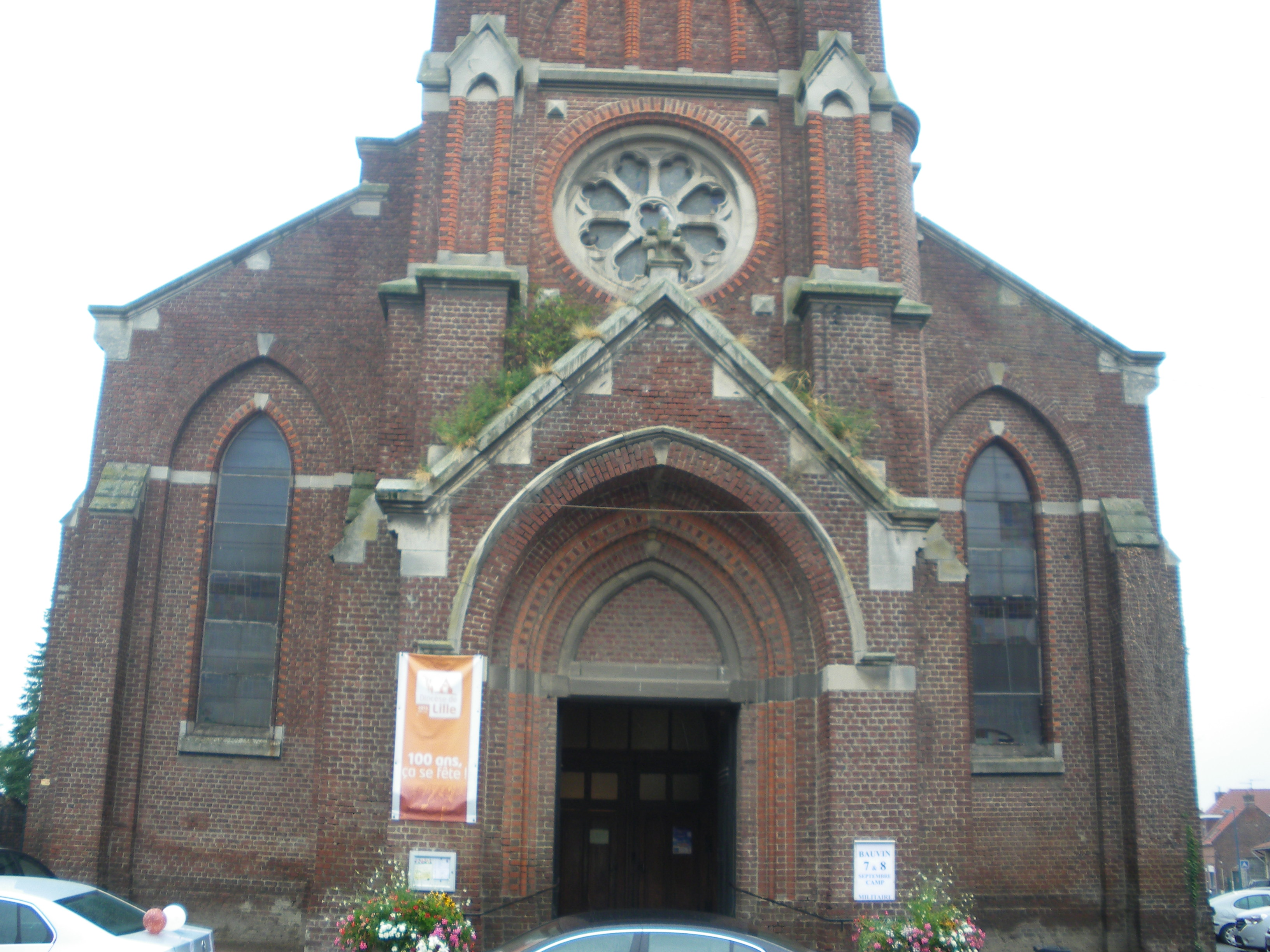
Façade de l'église.

### Lieux et monuments
- Église Saint-Martin de Provin, reconstruite après la Première Guerre mondiale.

- Brasserie Laignel, créée par la famille Laignel dans la seconde moitié du XIXe siècle. La brasserie cesse de fonctionner pendant ou juste après la Seconde Guerre mondiale et est désaffectée[36].

### Sobriquet des habitants
Le nom jeté des habitants est les Ming's parmint.[réf. nécessaire]

### Les Géants
La commune possédait 3 géants portés dont l'origine était les métiers du tissage, rappelant l'époque où Provin était une ville de tisserands où chacun tissait ou avait son petit travail le soir après les champs.
Provin garde encore avec les établissements Motte une part appréciable du marché du tissage en confectionnant encore des filtres de très haute technologie.
Ces géants sont : 
- le père, "Ming' parmint" (le Mangeur de parement).
Le parement servant à la bonne tenue des pièces de tissus était un apprêt fait de farine et d'eau.
Une pâtisserie locale, la tarte au "Laitboulli" (= tarte au lait bouilli), y ressemblait aussi et était préparée à l'occasion de leur sortie pendant la 'ducasse du marais' en septembre.
- La mère,  « Galoëne ».
La Galoène est en fait, le nom local pour désigner le tambour de chaîne, approximativement hexagonal, où s'enroulent les fils de chaîne :  c'était le travail « principal » hors les charges ménagères de l'épous, qui y accrochait le nombre de fils suffisants et dans l'ordre des couleurs choisies sur la longueur commandée. Ces fils sortaient d'une « bobine » ou « Canette ».
Ainsi, la « Galoène » tourne sur elle-même d'un sens à l'enroulement et de l'autre au moment du tissage effectif.
L'expression "Teurner com' un Galoène" (tourner comme une galoène) en découle et signifie "tourner en rond entre les tâches", "Ne pas arrêter de travailler".
- Le fils,  "Mébuhaut". 
Les enfants, à l'époque apprenaient dès leurs dix ans à tisser mais le travail était très dur. Avant cet âge, ils étaient déjà occupés en préparant les bobines de fil sur des "Mébuhauts", terme désignant en général ce que l'on appelle dans ce métier "la navette", qui contient une bobine de fil de trame. Les enfants enroulaient  le fil sur ces bobines plus petites les "fusettes" qui se montent dans les "navettes".
Une autre expression est née de cela : "Avincher Comm un Mébuhaut" (avancer ou marcher comme une navette), qui désigne quelqu'un d'indécis (souvent après la fête qui a bu et marche en zigzag).

### Héraldique
| Blason de Provin | Blason  | D'azur à six étoiles à six rais d'or, 3, 2 et 1. |
| Blason de Provin | Détails | Le statut officiel du blason reste à déterminer. |

## Pour approfondir